# Notothylas melanospora
Notothylas melanospora là một loài rêu trong họ Notothyladaceae. Loài này được Sull. mô tả khoa học đầu tiên.
Danh pháp khoa học của loài này chưa được làm sáng tỏ. 